# Sepsis subglabra
Sepsis subglabra är en tvåvingeart som beskrevs av Vanschuytbroeck 1963. Sepsis subglabra ingår i släktet Sepsis och familjen svängflugor. Inga underarter finns listade i Catalogue of Life.